# Радар для измерения скорости
Радар для измерения скорости — доплеровский радар, предназначенный для измерения скорости объекта (обычно автомобиля). Такие радары применяются правоохранительными органами для контроля скорости на дорогах, а также измерение скорости в спорте: спортсменов, автомобилей и мотоциклистов, велосипедистов, лошадей, мячей и т. д.

## История
Первые скоростные радары появились у дорожной полиции в США в 1947 году. Они были механическими и требовали постоянной настройки с помощью специальной вилки «камертона».
С 1960-х годов появились знаменитые электронные радары марки Speedgun. Постепенно скоростные радары распространились по всему миру.
В СССР долгое время скорость автомобилей измерялись лишь визуально или с помощью секундомера. Выбрав дорогу, на которой планировалось контролировать скоростной режим, сотрудник ГАИ отмерял 100 метров между столбами и деревьями, или делал пометки школьным мелом на асфальте. Когда на дороге показывалась машина, ехавшая, на взгляд инспектора, излишне быстро, он включал секундомер, измеряя время преодоления отмеченного участка. Произвести подсчёт помогала таблица, прилагавшаяся к секундомеру. Если порог допустимой скорости был превышен, нарушителя останавливали. Скоростные радары стали появляться с 1960-х годов. Первыми были механические скоростемеры типа «Фара». Их использовали до начала 1980-х.
В конце 1970-х для советской ГАИ была закуплена партия американских радаров Speedgun.
С начала 1980-х появился советский аналог под названием «Барьер». Постепенно к нему добавились и более совершенные варианты «Барьер-2», «Барьер-2М» и «Барьер-2-2М», которые использовались до начала 2000-х годов.

## Принцип действия
Радар излучает радиосигнал и регистрирует отраженный сигнал. По изменению частоты радар вычисляет разность скоростей между самим радаром и объектом и таким образом определяет скорость автомобиля.
Некоторые типы радаров позволяют проводить измерение скорости с движущегося патрульного автомобиля. При этом информацию о собственной скорости патрульного автомобиля радар получает из отраженного от дороги сигнала.

## Классификация полицейских радаров

### Основные технические характеристики
- Вид радара: — радиочастотный, лазерный;
- Тип прибора: — радар, видеофиксатор;
- Рабочая частота (Диапазон) измерителя скорости: — Х, Ku, K, Ka, Laser;
- Режим работы радара: — OEM, Ultra-X, Ultra-K (K-Pulse)/(Smartscan™)[2], Instant-On, POP™[3], HYPER-X™, HYPER-K™;
- Контролируемые направления движения: — все направления, встречное, попутное;
- Количество контролируемых полос: — от 1 до 4-х и т. д.;
- Режим измерения скорости: -стационарный, патрульный;
- Дальность обнаружения в метрах;
- Диапазон измерения скорости в км/ч;
- Погрешность измерения скорости в км/ч.
- Рабочий диапазон температур;
- Межповерочный интервал.[4]

### Типы и диапазоны радаров ГИБДД
| Диапазон | Частота             | Пример модели |
| -------- | ------------------- | --- |
| X        | 10,525 GHz ±100 МГц | Барьер-2М. Сокол-М. |
| KU       | 13,45 GHz ±125 МГц  | В нескольких странах Европы.. |
| K        | 24,125 GHz ±175 МГц | Арена. Беркут. Бинар. Визир. Искра-1. Кордон. Кречет. Крис-С/-П. Места 2200. Радис. Рапира-1. Робот. Стрелка-01-СТ/-01-СТР/-01-СТМ. |
| K        | 24,16 GHz ±100 МГц  | ПКС-4. |
| KA       | 34,3 GHz ±1300 МГц  | В нескольких странах Европы. |
| KA       | 34,7 GHz ±1300 МГц  | В нескольких странах Европы. |
| LASER    | 800-1100 nm         | Амата. ЛИСД-2М/-2Ф. |

### Режимы работы радара
Основополагающие технологии работы радаров: — OEM, Ultra-X, Ultra-K (K-Pulse)/(Smartscan™), Instant-On, POP™, HYPER-X™, HYPER-K™.
Радары могут комбинировать эти технологии для достижения целей сокрытия сигнала от радар-детектора. Так например «ИСКРА 1» использует одновременно Instant-ON как режим включения и комбинацию PULSE+POP в виде пачки из 5 коротких импульсов..
Instant-ON (Мгновенное включение) — это режим включения радара, когда изначально радар включается и находится в дежурном режиме, но не излучает никакого сигнала. После нажания на кнопку радара он мгновенно начинает излучать сигнал и измеряет скорость цели, на которую он направлен. Это позволяет оставаться незаметным для радар-детекторов, что значительно увеличивает эффективность работы радара, а также экономит энергию батарей радара.
POP — зарегистрированная торговая марка, принадлежащая MPH Technologies. Эта технология в отличие от Instant-ON отвечает за структуру самого сигнала. Суть технологии заключается в том, что радар после включения излучает очень короткий импульс и с его помощью измеряет скорость цели. Использование этой технологии усложняет детектирование сигнала радара радар-детекторами так как многие модели воспринимают такой импульс как помеху и не выдают никакого предупреждения водителю. Также из-за слишком короткого импульса значительно уменьшается дистанция детектирования. Чтобы радар-детектор мог распознавать POP сигналы радара он должен быть оснащен соответствующей технологией защиты.
PULSE — кроме POP существует ещё и технология импульсного сигнала. Она отличается от POP тем, что импульсный сигнал излучается постоянно. Длительность импульсов может быть разной. Если она будет очень короткой, то это также может создать проблему для радар-детектора, но большинство современных моделей радар-детекторов оснащены защитой от импульсного радара.

### Сравнительная таблица полицейских радаров, фотофиксаторов
| Модель               | TYPE Speedcam | Диапазон | Частота     | Протокол             | Дальность по скорости | Дальность по видеофиксации | Межповерочный интервал |
| -------------------- | ------------- | -------- | ----------- | -------------------- | --------------------- | -------------------------- | ---------------------- |
| Автодория            | 4             | Видео    | *           | GPS/Глонасс          | 10 км                 | *                          | 2 года                 |
| Vocord Traffic       | 4             | Видео    | *           | GPS                  | Не огр.               | 140 м                      | 2 года                 |
| Автоураган РС/ВСМ/РМ | 1/3/5         | Видео    | *           | *                    | *                     | *                          | 1 год                  |
| Амата                | 1             | Laser    | 800-1100 нм | -                    | 700 м                 | 250 м                      | 1 год                  |
| Арена                | 1             | K        | 24,125 ГГц  | -                    | 1500 м                | -                          | 1 год                  |
| Барьер-2М            | 5             | X        | 10,525 ГГц  | -                    | -                     | -                          | 1 год                  |
| Беркут               | 5             | K        | 24,125 ГГц  | K-Pulse              | -                     | -                          | 1 год                  |
| Бинар                | 5             | K        | 24,125 ГГц  | K-Pulse              | -                     | -                          | 2 года                 |
| Визир                | 5             | K        | 24,125 ГГц  | -                    | 400 м                 | -                          | 1 год                  |
| Искра-1              | 5             | K        | 24,125 ГГц  | Instant-ON/PULSE/POP | 400 м                 | -                          | 1 год                  |
| Крис-С/П             | 1/5           | K        | 24,125 ГГц  | -                    | 150 м                 | 50 м                       | 2 года                 |
| ЛИСД-2Ф              | 1             | Laser    | 800-1100 нм | -                    | 1000 м                | 250 м                      | 1 год                  |
| ПКС-4                | 1             | K        | 24,125 ГГц  | -                    | 1000 м                | -                          | 1 год                  |
| Радис                | 1             | K        | 24,125 ГГц  | -                    | 800 м                 | -                          | 2 года                 |
| Рапира-1             | 1             | K        | 24,125 ГГц  | -                    | -                     | 20 м                       | 2 года                 |
| Jenoptik Robot       | 1             | K        | 24,125 ГГц  | -                    | -                     | -                          | -                      |
| Сокол-М              | 5             | X        | 10,525 ГГц  | K-Pulse              | -                     | -                          | 1 год                  |
| Стрелка СТ/СТМ       | 1/5           | K        | 24,125 ГГц  | K-Pulse              | 500 м                 | 50 м                       | 1 год                  |

TYPE Speedcam определяет тип радара в навигационных картах «Навител»..
"АПК «АвтоУраган» может комплектоваться радиолокационными измерителями скорости «Рапира» или «Искра-1» при его стационарном размещении и РЛИС «Беркут» в салоне патрульного автомобиля..
"Регистратор «Автодория» работает только в режиме видеофиксатора.
"В VOCORD Traffic м.б. установлены измерители скорости "Искра-1"ДА/130(Крис), "Искра"ДА/210, "Искра-1"ДА/60

Так же исполнение Vocord Traffic предусмотрено в виде безрадарных систем в двух вариантах:
1 — как одиночные блоки, где измерение скорости происходит на основе прецизионного измерения времени каждого кадра;
2 — в виде нескольких камер контроля средней скорости на прямолинейных участках дорог.
Обе системы «Автодория», «Автоураган» и «Vocord Traffic» могут измерять превышение средней скорости на участке дороги.

## Имитаторы радаров
На дорогах стали устанавливать имитатор радара «Лира-1», работающий в диапазоне Х.
Имитаторы радаров работают в качестве ложных видеофиксаторов.
Принцип работы заключается в создании радиосигнала, аналогичного излучаемому измерителями скорости дорожного движения, вызывая срабатывание радар-детектора, при этом в данных приборах нет измерительных устройств.

## Система предупреждения SWS
Система предупреждения SWS (Safety warning system) — это система передачи сообщений для предупреждения о приближении к аварийно-опасному месту или месту аварии.
Система предназначена для приёма с помощью радар-детекторов (антирадаров). Сигнал передается на частоте 24.060…24.140ГГц.
SWS не используется в СНГ.

## Муляжи видеофиксаторов
Муляжи допускают переоборудование в активные видеофиксаторы, вставив блок соответствующего радара и подсоединив камеру.

## Антирадар
Для многих водителей быстрая езда — обычное явление. Появилось даже специальное электронное оборудование, которое помогает водителю избежать штрафов. Первый антирадар появился ещё в 70-х годах прошлого века, и сегодня для многих является необходимым приспособлением.
Простейший антирадар — это радиоприёмник, наподобие того, что используется для приема станций FM и AM.
Антирадары могут действовать по одному из трёх принципов:
- Радар-детектор обнаруживает излучение полицейского радара, законность применения зависит от страны. В России данные устройства официально разрешены. В тех странах, где антирадары запрещены, применяются детекторы антирадаров — устройства, которые улавливают работу гетеродина, если он имеется в антирадаре.
- «Глушилка» для радара.
- Определяет по GPS положение машины и сообщает, когда она приближается к пункту контроля скорости — законодательства по таким устройствам пока нет. Эффективен только для стационарных постов контроля скорости и, по сути, антирадаром не является. Ко всему прочему, требуется актуальная база данных GPS-координат стационарных постов контроля скорости.

Эффективность антирадара зависит от диапазона рабочих частот, так как каждое новое поколение полицейских радаров работает на отличных от предыдущего частотах. Антирадар, поддерживающий лишь узкую полосу частот, может оказаться практически бесполезным.

## Законодательство
Украина
По законам Украины, показания радара без видео- или фоторегистрации можно считать недействительными.
К тому же, каждый радар должен иметь формуляр о поверке, подтверждающий исправное состояние прибора, а сам прибор должен быть сертифицирован для применения на территории Украины.
Россия
Разрешены в России мобильные, ручные и стационарные измерители скорости имеющие встроенную фото/видео фиксацию нарушения.